# L'Élixir d'amour (roman)
Pour les articles homonymes, voir L'elisir d'amore.
L'Élixir d'amour est un roman court épistolaire d'Éric-Emmanuel Schmitt publié en 2014.

## Synopsis
Anciens amants, Adam et Louise vivent désormais éloignés l'un de l'autre, restant amis et conservant une amitié profonde. Par e-mails, ils se motivent l'un l'autre à aller vers d'autres conquêtes, et se questionnent sur l'essence de l'amour,.

## Réceptions
Yaël Hirsch compare élogieusement le livre à une version raccourcie des Liaisons dangereuses, saluant cette représentation fidèle d'un amour intime. Elle affirme par ailleurs que le livre cherche à apporter des leçons de morale, notamment par des aphorismes et des significations cachés dans les lettres.

## Adaptation théâtrale
Une adaptation théâtrale est créée au Théâtre Rive Gauche en 2014 avec Marie-Claude Pietragalla et Eric-Emmanuel Schmitt comme interprètes,.

## Éditions
Édition imprimée originale
- Éric-Emmanuel Schmitt, L'Élixir d'amour, Paris, éd. Albin Michel, 2 mai 2014, 162 p., 20 cm (ISBN 978-2-226-25619-5 et 2-226-25619-9).

Édition imprimée en gros caractères
- Éric-Emmanuel Schmitt, L'Élixir d'amour, Auvers-sur-Oise, éd. À vue d'œil, 15 février 2015, 174 p., 145/215 (ISBN 978-2-84666-908-5).

Édition imprimée au format de poche
- Éric-Emmanuel Schmitt, L'Élixir d'amour, Paris, Librairie générale française, coll. « Le Livre de poche », 6 janvier 2016, 160 p. (ISBN 978-2-253-04542-7).

Livre audio
- Éric-Emmanuel Schmitt, L'Élixir d'amour, Paris, éd. Audiolib, 11 juin 2014 (ISBN 978-2-35641-769-5).